# Lekkoatletyka na Letnich Igrzyskach Olimpijskich 2012 – bieg na 100 m kobiet
Bieg na 100 m kobiet był jedną z konkurencji lekkoatletycznych rozgrywanych podczas igrzysk olimpijskich w Londynie.
Obrończynią tytułu mistrzowskiego z 2008 roku była Jamajka Shelly-Ann Fraser-Pryce, która obroniła tytuł wywalczony w Pekinie.

## Terminarz
| Data                    | Godzina | Zawody        |
| ----------------------- | ------- | ------------- |
| Piątek, 3 sierpnia 2012 | 10:40   | Preeliminacje |
| Piątek, 3 sierpnia 2012 | 19:05   | Runda 1       |
| Sobota, 4 sierpnia 2012 | 19:35   | Półfinały     |
| Sobota 4 sierpnia 2012  | 21:55   | Finał         |

## Rekordy
|                   | Zawodnik                 | Wynik   | Miejsce      | Data             |
| ----------------- | ------------------------ | ------- | ------------ | ---------------- |
| Rekord świata     | Florence Griffith-Joyner | 10,49 s | Indianapolis | 16 lipca 1988    |
| Rekord olimpijski | Florence Griffith-Joyner | 10,62 s | Seul         | 24 września 1989 |
| Listy światowe    | Shelly-Ann Fraser-Pryce  | 10,70 s | Kingston     | 29 lipca 2012    |

## Rezultaty
| WR – rekord świata \| OR – rekord olimpijski \| NR – rekord kraju \| AR – rekord kontynentu \| AUR – rekord kontynentu do lat 23 (młodzieżowców)                   |
| NUR – rekord kraju do lat 23 (młodzieżowców) \| WL – najlepszy wynik na listach światowych w sezonie 2012 \| PB – rekord życiowy \| SB – najlepszy wynik w sezonie |

### Preeliminacje
Rozegrano 4 biegi. Do pierwszej rundy awansowały dwie najlepsze zawodniczki z każdego biegu oraz dwie z najlepszymi czasami.

#### Bieg 1
| Poz. | Zawodniczka     | Reprezentacja | Czas  | Uwagi |
| ---- | --------------- | ------------- | ----- | ----- |
| 1.   | Feta Ahamada    | Komory        | 11,81 | Q     |
| 2.   | Dana Hussein    | Irak          | 11,91 | Q     |
| 3.   | Bamab Napo      | Togo          | 12,24 | q, PB |
| 4.   | Chauzje Choosha | Zambia        | 12,29 | PB    |
| 5.   | Afa Ismail      | Malediwy      | 12,52 | PB    |
| 6.   | Rima Taha       | Jordania      | 12,66 | PB    |
| 7.   | Aissata Toure   | Gwinea        | 13,25 |       |
| 8.   | Kainguae David  | Kiribati      | 13,61 | PB    |

#### Bieg 2
| Poz. | Zawodniczka             | Reprezentacja | Czas  | Uwagi |
| ---- | ----------------------- | ------------- | ----- | ----- |
| 1.   | Delphine Atangana       | Kamerun       | 11,71 | Q     |
| 2.   | Kaina Martinez          | Belize        | 11,81 | Q     |
| 3.   | Diane Borg              | Malta         | 12,00 | q     |
| 4.   | Shinoona Salah Al-Habsi | Oman          | 12,45 |       |
| 5.   | Cristina Llovera        | Andora        | 12,78 |       |
| 6.   | Nafissa Souleymane      | Niger         | 12,81 |       |
| 7.   | Asenate Manoa           | Tuvalu        | 13,48 | NR    |
| 8.   | Fatima Sulaiman Dahman  | Jemen         | 13,95 |       |

#### Bieg 3
| Poz. | Zawodniczka         | Reprezentacja  | Czas  | Uwagi |
| ---- | ------------------- | -------------- | ----- | ----- |
| 1.   | Lorene Bazolo       | Kongo          | 11,87 | Q     |
| 2.   | Fong Yee Pui        | Hongkong       | 12,02 | Q     |
| 3.   | Patricia Taea       | Wyspy Cooka    | 12,47 | SB    |
| 4.   | Maisa Rejepowa      | Turkmenistan   | 12,80 | PB    |
| 5.   | Pauline Kwalea      | Wyspy Salomona | 12,90 | PB    |
| 6.   | Laenly Phoutthavong | Laos           | 13,15 |       |
| 7.   | Ruby Joy Gabriel    | Palau          | 13,34 |       |
| —    | Noor Al-Malki       | Katar          | —     | DNF   |

#### Bieg 4
| Poz. | Zawodniczka       | Reprezentacja                 | Czas  | Uwagi |
| ---- | ----------------- | ----------------------------- | ----- | ----- |
| 1.   | Toea Wisil        | Papua-Nowa Gwinea             | 11,60 | Q     |
| 2.   | Saruba Colley     | Gambia                        | 12,21 | Q     |
| 3.   | Martina Pretelli  | San Marino                    | 12,41 |       |
| 4.   | Lidiane Lopes     | Republika Zielonego Przylądka | 12,72 |       |
| 5.   | Hala Gezah        | Libia                         | 13,24 |       |
| 6.   | Pramila Rijal     | Nepal                         | 13,33 |       |
| 7.   | Janice Alatoa     | Vanuatu                       | 13,60 |       |
| 8.   | Mihter Wendolin   | Mikronezja                    | 13,67 |       |
| 9.   | Tahmina Kohistani | Afganistan                    | 14,42 | PB    |

### Runda 1
Rozegrano 7 biegu eliminacyjnych. Do półfinału awansowały 3 pierwsze zawodniczki z każdego biegu oraz 3 z najlepszymi czasami.

#### Bieg 1
| Poz. | Zawodniczka        | Reprezentacja              | Czas  | Uwagi |
| ---- | ------------------ | -------------------------- | ----- | ----- |
| 1.   | Kelly-Ann Baptiste | Trynidad i Tobago          | 10,96 | Q     |
| 2.   | Myriam Soumaré     | Francja                    | 11,07 | Q, PB |
| 3.   | Verena Sailer      | Niemcy                     | 11,12 | Q     |
| 4.   | Ezinne Okparaebo   | Norwegia                   | 11,14 | q, NR |
| 5.   | Kateřina Čechová   | Czechy                     | 11,43 |       |
| 6.   | Kerri-Ann Mitchell | Kanada                     | 11,49 |       |
| 7.   | Tahesia Harrigan   | Brytyjskie Wyspy Dziewicze | 11,59 | SB    |
| 8.   | Fong Yee Pui       | Hongkong                   | 11,98 |       |

#### Bieg 2
| Poz. | Zawodniczka       | Reprezentacja     | Czas  | Uwagi |
| ---- | ----------------- | ----------------- | ----- | ----- |
| 1.   | Carmelita Jeter   | Stany Zjednoczone | 10,83 | Q     |
| 2.   | Olga Błudowa      | Kazachstan        | 11,31 | Q     |
| 3.   | Sheniqua Ferguson | Bahamy            | 11,35 | Q     |
| 4.   | Olga Biełkina     | Rosja             | 11,38 |       |
| 5.   | Anyika Onuora     | Wielka Brytania   | 11,41 |       |
| 6.   | Marta Jeschke     | Polska            | 11,42 | =SB   |
| 7.   | Julija Bałykina   | Białoruś          | 11,70 |       |
| 8.   | Diane Borg        | Malta             | 11,92 | SB    |

#### Bieg 3
| Poz. | Zawodniczka             | Reprezentacja   | Czas  | Uwagi  |
| ---- | ----------------------- | --------------- | ----- | ------ |
| 1.   | Veronica Campbell-Brown | Jamajka         | 10,94 | Q      |
| 2.   | Iwet Łałowa             | Bułgaria        | 11,06 | Q, =SB |
| 3.   | Gloria Asumnu           | Nigeria         | 11,13 | Q, =SB |
| 4.   | Lina Grinčikaitė        | Litwa           | 11,19 | q, NR  |
| 5.   | Abi Oyepitan            | Wielka Brytania | 11,22 | q      |
| 6.   | Phobay Kutu-Akoi        | Liberia         | 11,52 |        |
| 7.   | Yomara Hinestroza       | Kolumbia        | 11,56 | SB     |
| 8.   | Saruba Colley           | Gambia          | 12,06 | NR     |

#### Bieg 4
| Poz. | Zawodniczka       | Reprezentacja     | Czas  | Uwagi |
| ---- | ----------------- | ----------------- | ----- | ----- |
| 1.   | Blessing Okagbare | Nigeria           | 10,93 | Q, PB |
| 2.   | Tianna Madison    | Stany Zjednoczone | 10,97 | Q     |
| 3.   | Michelle-Lee Ahye | Trynidad i Tobago | 11,38 | Q     |
| 4.   | Tatjana Pinto     | Niemcy            | 11,39 |       |
| 5.   | Andreea Ogrăzeanu | Rumunia           | 11,44 |       |
| 6.   | Nimet Karakuş     | Turcja            | 11,62 |       |
| 7.   | Feta Ahamada      | Komory            | 11,86 |       |
| 8.   | Lorene Bazolo     | Kongo             | 11,90 |       |

#### Bieg 5
| Poz. | Zawodniczka          | Reprezentacja                        | Czas  | Uwagi |
| ---- | -------------------- | ------------------------------------ | ----- | ----- |
| 1.   | Allyson Felix        | Stany Zjednoczone                    | 11,01 | Q     |
| 2.   | Rosângela Santos     | Brazylia                             | 11,07 | Q     |
| 3.   | Paulette Zang-Milama | Gabon                                | 11,14 | Q     |
| 4.   | Toea Wisil           | Papua-Nowa Gwinea                    | 11,27 |       |
| 5.   | Allison Peter        | Wyspy Dziewicze Stanów Zjednoczonych | 11,41 |       |
| 6.   | Véronique Mang       | Francja                              | 11,41 |       |
| 7.   | Chisato Fukushima    | Japonia                              | 11,41 |       |
| 8.   | Dana Hussein         | Irak                                 | 11,81 |       |

#### Bieg 6
| Poz. | Zawodniczka              | Reprezentacja     | Czas  | Uwagi |
| ---- | ------------------------ | ----------------- | ----- | ----- |
| 1.   | Shelly-Ann Fraser-Pryce  | Jamajka           | 11,00 | Q     |
| 2.   | Semoy Hackett            | Trynidad i Tobago | 11,04 | Q, PB |
| 3.   | Ołesia Powch             | Ukraina           | 11,18 | Q     |
| 4.   | Guzel Chubbiewa          | Uzbekistan        | 11,22 | SB    |
| 5.   | Debbie Ferguson-McKenzie | Bahamy            | 11,32 |       |
| 6.   | Melissa Breen            | Australia         | 11,34 |       |
| 7.   | Wei Yongli               | Chiny             | 11,48 |       |
| 8.   | Bamab Napo               | Togo              | 12,35 |       |

#### Bieg 7
| Poz. | Zawodniczka            | Reprezentacja                        | Czas  | Uwagi |
| ---- | ---------------------- | ------------------------------------ | ----- | ----- |
| 1.   | Murielle Ahouré        | Wybrzeże Kości Słoniowej             | 10,99 | Q, NR |
| 2.   | Laverne Jones-Ferrette | Wyspy Dziewicze Stanów Zjednoczonych | 11,07 | Q, NR |
| 3.   | Kerron Stewart         | Jamajka                              | 11,08 | Q     |
| 4.   | Oludamola Osayomi      | Nigeria                              | 11,36 |       |
| 5.   | Natalija Pohrebniak    | Ukraina                              | 11,46 |       |
| 6.   | Maria Belibasaki       | Grecja                               | 11,63 |       |
| 7.   | Delphine Atangana      | Kamerun                              | 11,82 |       |
| 8.   | Kaina Martinez         | Belize                               | 11,89 |       |

### Półfinały
Do finału awansowały dwie pierwsze zawodniczki z każdego biegu oraz dwie z najlepszymi czasami

#### Bieg 1
| Poz. | Zawodniczka             | Reprezentacja                        | Czas  | Uwagi |
| ---- | ----------------------- | ------------------------------------ | ----- | ----- |
| 1.   | Carmelita Jeter         | Stany Zjednoczone                    | 10,83 | Q     |
| 2.   | Veronica Campbell-Brown | Jamajka                              | 10,89 | Q     |
| 3.   | Rosângela Santos        | Brazylia                             | 11,17 | PB    |
| 4.   | Laverne Jones-Ferrette  | Wyspy Dziewicze Stanów Zjednoczonych | 11,22 |       |
| 5.   | Semoy Hackett           | Trynidad i Tobago                    | 11,26 |       |
| 6.   | Ołesia Powch            | Ukraina                              | 11,30 |       |
| 7.   | Paulette Zang-Milama    | Gabon                                | 11,31 |       |
| 8.   | Abi Oyepitan            | Wielka Brytania                      | 11,36 |       |

#### Bieg 2
| Poz. | Zawodniczka             | Reprezentacja     | Czas  | Uwagi |
| ---- | ----------------------- | ----------------- | ----- | ----- |
| 1.   | Shelly-Ann Fraser-Pryce | Jamajka           | 10,85 | Q     |
| 2.   | Allyson Felix           | Stany Zjednoczone | 10,94 | Q     |
| 3.   | Kelly-Ann Baptiste      | Trynidad i Tobago | 11,00 | q     |
| 4.   | Ezinne Okparaebo        | Norwegia          | 11,10 | NR    |
| 5.   | Gloria Asumnu           | Nigeria           | 11,21 |       |
| 6.   | Iwet Łałowa             | Bułgaria          | 11,31 |       |
| 7.   | Sheniqua Ferguson       | Bahamy            | 11,32 |       |
| 8.   | Olga Błudowa            | Kazachstan        | 11,39 |       |

#### Bieg 3
| Poz. | Zawodniczka       | Reprezentacja            | Czas  | Uwagi |
| ---- | ----------------- | ------------------------ | ----- | ----- |
| 1.   | Tianna Madison    | Stany Zjednoczone        | 10,92 | Q     |
| 2.   | Blessing Okagbare | Nigeria                  | 10,92 | Q     |
| 3.   | Murielle Ahouré   | Wybrzeże Kości Słoniowej | 11,01 | q     |
| 4.   | Kerron Stewart    | Jamajka                  | 11,04 |       |
| 5.   | Myriam Soumaré    | Francja                  | 11,13 |       |
| 6.   | Verena Sailer     | Niemcy                   | 11,25 |       |
| 7.   | Lina Grinčikaitė  | Litwa                    | 11,30 |       |
| 8.   | Michelle-Lee Ahye | Trynidad i Tobago        | 11,32 |       |

### Finał
| Poz. | Zawodniczka             | Reprezentacja            | Czas  | Uwagi |
| ---- | ----------------------- | ------------------------ | ----- | ----- |
| 1.   | Shelly-Ann Fraser-Pryce | Jamajka                  | 10,75 |       |
| 2.   | Carmelita Jeter         | Stany Zjednoczone        | 10,78 | SB    |
| 3.   | Veronica Campbell-Brown | Jamajka                  | 10,81 | SB    |
| 4.   | Tianna Madison          | Stany Zjednoczone        | 10,85 | PB    |
| 5.   | Allyson Felix           | Stany Zjednoczone        | 10,89 | PB    |
| 6.   | Kelly-Ann Baptiste      | Trynidad i Tobago        | 10,94 |       |
| 7.   | Murielle Ahouré         | Wybrzeże Kości Słoniowej | 11,00 |       |
| 8.   | Blessing Okagbare       | Nigeria                  | 11,01 |       |